# Русские и советские композиторы
«Русские и советские композиторы» — научно-популярная книжная серия, выпускавшаяся издательством «Музыка» (Москва) с 1979 до 1990 года. Книги серии, написанные профессиональными музыковедами, были посвящены жизни и творчеству отечественных композиторов XIX—XX веков. 
Книги издавались в переплётах разных цветов, в штапеле и в коленкоре, карманного формата 70х90 1/32. Кроме основных страниц с текстом в каждом издании было помещено много вклеек с цветными и чёрно-белыми иллюстрациями на мелованной бумаге. Каждая книга снабжена разделом "что читать о композиторе". Издания в штапеле имели напечатанное золотом  имея композитора, а в большинстве случаев и вклеенный в тиснёную рамку портрет композитора. Ряд книг были переизданы 1 - 2 раза. 
Тиражи книг печатались:
-  в Московской типографии № 5 Сюозполиграфпрома при Государственном комитете СССР по делам издательств, полиграфии и книжной торговли;
- типографии Всесоюзного объединения "Внешторгиздат" Государственного комитета СССР по делам издательств, полиграфии и книжной торговли.

## Список книг серии
1. Александр Порфирьевич БОРОДИН. (1833—1887) / А. П. Зорина. — 1987; 1988.
2. Александр Константинович ГЛАЗУНОВ. (1865—1936) / А. Н. Крюков. — 1982/1; 1984
3. Михаил Иванович ГЛИНКА. (1804—1857) / В. А. Васина-Гроссман. — 1979; 1982.
4. Рейнгольд Морицевич ГЛИЭР. (1875—1956) / З. К. Гулинская. — 1986/1.
5. Александр Сергеевич ДАРГОМЫЖСКИЙ. (1813—1869) / И. А. Медведева. — 1989. — ISBN 5-7140-0079-X
6. Цезарь Антонович КЮИ. (1835—1918) / А. Ф. Назаров. — 1989.
7. Модест Петрович МУСОРГСКИЙ. (1839—1881) / Е. Н. Абызова. — 1986/2
8. Николай Яковлевич МЯСКОВСКИЙ. (1881—1950) / З. К. Гулинская. — 1981; 1985
9. Сергей Сергеевич ПРОКОФЬЕВ. (1891—1953) / Н. П. Савкина. — 1981; 1982
10. Сергей Васильевич РАХМАНИНОВ. (1873—1943) / О. И. Соколова. — 1983/1; 1984/2; 1987/3.
11. Николай Андреевич РИМСКИЙ-КОРСАКОВ. (1844—1908) / И. Ф. Кунин. — 1979/1; 1983/2; 1988/3. — ISBN 5-7140-0075-7
12. Александр Николаевич СЕРОВ. (1820—1871) / М. Р. Черкашина. — 1985.
13. Александр Николаевич СКРЯБИН. (1872—1915) / И. Ф. Бэлза. — 1982; 1983; 1987
14. Сергей Иванович ТАНЕЕВ. (1856—1915) / С. И. Савенко. — 1984/1; 1985/2.
15. Арам Ильич ХАЧАТУРЯН. (1903—1978) / Г. Г. Тигранов. — 1987/1.
16. Пётр Ильич ЧАЙКОВСКИЙ. (1840—1893) / Г. А. Прибегина. — 1983/1; 1984/2; 1986; 1990.
17. Дмитрий Дмитриевич ШОСТАКОВИЧ. (1906—1975) / Н. В. Лукьянова. — 1991

## Список авторов книжной серии
- Абызова, Елена Николаевна (род. 1944)
- Бэлза, Игорь Фёдорович (1904-1994)
- Васина-Гроссман, Вера Андреевна (1908-1990)
- Гулинская, Зоя Константиновна (в замужестве Бэлза-Дорошук) (1921-1999)
- Зорина Ангелина Петровна (1919-1999), заместитель главного редактора издательства "Музыка" в Москве.
- Крюков Андрей Николаевич (1929-2015)
- Кунин Иосиф Филиппович (1904-1996)
- Лукьянова Наталия Валерьевна
- Медведева, Ирина Андреевна (р. 1939)
- Назаров Александр Фёдорович (р. 1950)
- Прибегина Галина Алексеевна (р. 1933)
- Савенко Светлана Ильинична (р. 1946)
- Савкина Наталия Павловна
- Соколова Ольга Ивановна (р. 1918)
- Тигранов Георгий Григорьевич (1908-1991)
- Черкашина-Губаренко Марина Романовна (р. 1938)

## ССЫЛКИ
- Книги серии в Нижегородской фундаментальной библиотеке